# العلاقات الموزمبيقية الميكرونيسية
العلاقات الموزمبيقية الميكرونيسية هي العلاقات الثنائية التي تجمع بين موزمبيق وولايات ميكرونيسيا المتحدة.

## مقارنة بين البلدين
هذه مقارنة عامة ومرجعية للدولتين:
| وجه المقارنة                                              | موزمبيق          | ولايات ميكرونيسيا المتحدة |
| --------------------------------------------------------- | ---------------- | ------------------------- |
| المساحة (كم2)                                             | 801.59 ألف       | 702                       |
| عدد السكان (نسمة)                                         | 29.67 مليون      | 105.54 ألف                |
| الكثافة السكانية (ن./كم²)                                 | 37.01            | 15.03 ألف                 |
| العاصمة                                                   | مابوتو           | باليكير                   |
| اللغة الرسمية                                             | اللغة البرتغالية | لغة إنجليزية              |
| العملة                                                    | متكال موزمبيقي   | دولار أمريكي              |
| الناتج المحلي الإجمالي (بليون دولار)                      | 12.33 مليار      | 336.43 مليون              |
| الناتج المحلي الإجمالي (تعادل القوة الشرائية) بليون دولار | 33.35 مليار      | 365.27 مليون              |
| الناتج المحلي الإجمالي الاسمي للفرد دولار أمريكي          | 529              | 3.02 ألف                  |
| الناتج المحلي الإجمالي للفرد دولار أمريكي                 | 1.13 ألف         |                           |
| مؤشر التنمية البشرية                                      | 0.416            | 0.640                     |
| رمز المكالمات الدولي                                      | +258             | +691                      |
| رمز الإنترنت                                              | .mz              | .fm                       |
| المنطقة الزمنية                                           | ت ع م+02:00      |                           |

## منظمات دولية مشتركة
يشترك البلدان في عضوية مجموعة من المنظمات الدولية، منها:
| علم المنظمة | اسم المنظمة                                 | تاريخ انضمام موزمبيق | تاريخ انضمام ولايات ميكرونيسيا المتحدة |
| ----------- | ------------------------------------------- | -------------------- | -------------------------------------- |
|             | مؤسسة التنمية الدولية                       | 24 سبتمبر 1984       | 24 يونيو 1993                          |
|             | منظمة حظر الأسلحة الكيميائية                | ?                    | ?                                      |
|             | الأمم المتحدة                               | 16 سبتمبر 1975       | 17 سبتمبر 1991                         |
|             | وكالة ضمان الاستثمار متعدد الأطراف          | 23 نوفمبر 1994       | 11 أغسطس 1993                          |
|             | مؤسسة التمويل الدولية                       | 24 سبتمبر 1984       | 24 يونيو 1993                          |
|             | مجموعة دول أفريقيا والكاريبي والمحيط الهادئ | ?                    | ?                                      |
|             | البنك الدولي للإنشاء والتعمير               | 24 سبتمبر 1984       | 24 يونيو 1993                          |
|             | الاتحاد الدولي للاتصالات                    | 4 نوفمبر 1975        | 18 مارس 1993                           |
|             | المركز الدولي لتسوية المنازعات الاستشارية   | 7 يوليو 1995         | 24 يوليو 1993                          |
|             | يونسكو                                      | 11 أكتوبر 1976       | 19 أكتوبر 1999                         |

## وصلات خارجية
- موقع وزارة الخارجية الموزمبيقية